# Filipinas en los Juegos Olímpicos de Londres 2012
Filipinas estuvo representada en los Juegos Olímpicos de Londres 2012 por un total de 11 deportistas, 7 hombres y 4 mujeres, que compitieron en 8 deportes.
La portadora de la bandera en la ceremonia de apertura fue la halterófila Hidilyn Diaz. El equipo olímpico filipino no obtuvo ninguna medalla en estos Juegos.